# Diaphus megalops
Diaphus megalops är en fiskart som beskrevs av Nafpaktitis, 1978. Diaphus megalops ingår i släktet Diaphus och familjen prickfiskar. Inga underarter finns listade i Catalogue of Life.